# Нярики, Томас
Томас Нярики — кенийский легкоатлет, который специализировался в беге на длинные дистанции. Бронзовый призёр чемпионата мира 1997 года в беге на 5000 метров с результатом 13.11,09. Бронзовый призёр чемпионата мира по кроссу 1997 года в личном первенстве и победитель в командном зачёте. Победитель кросса Cross Internacional de Soria 2001 года. После завершения выступлений на беговой дорожке перешёл на шоссейные пробеги. В 2006 году выступил на Нью-Йоркском марафоне, где занял 13-е место — 2:15.58. В 2006 году выиграл пробег Beach to Beacon 10K.
Занял 5-е место на олимпийских играх 1996 года в беге на 5000 метров.
Женат на легкоатлетке Жаклин Маранге.